# Oricon
Oricon K.K. (japanisch オリコン株式会社, Orikon Kabushiki kaisha) ist ein Unternehmen, das regelmäßig Informationen über die japanische Musikindustrie veröffentlicht. Am ehesten wird der Name wohl mit den japanischen Oricon-Charts in Verbindung gebracht, welche von Oricon im Oricon Style veröffentlicht werden. Der Name Oricon kommt von den englischen Worten „Original Confidence“.
Die Jahrescharts setzen sich aus allen Plattenverkäufen zusammen, die zwischen Mitte Dezember des Vorjahres und dieses Jahres gezählt wurden (damals ging ein „Oricon-Jahr“ von Anfang Dezember bis Ende November). Ein „Oricon-Jahr“ hat nur 51 Wochen, im Gegensatz zum Kalenderjahr mit 52 Wochen. So werden die letzte Dezemberwoche und die erste Januarwoche zusammengelegt.
Nur wenige europäische oder amerikanische Künstler haben es seit 1967 auf Platz 1 der japanischen Charts geschafft. Das meistverkaufte nichtjapanische Lied ist Beautiful Sunday von Daniel Boone (VÖ: 1976). Seit 1980 gab es lediglich fünf weitere nicht japanische Nummer-eins-Erfolge in den Charts zu verzeichnen: I'm in the Mood For Dancing von The Nolans (1980), Flashdance… What a Feeling von Irene Cara (1983), To Love You More von Céline Dion und Kryzler & Kompany (1995), La-La-La Love Song von Toshinobu Kubota und Naomi Campbell und Candle in the Wind '97 von Elton John (1997).

## Geschichte
1967 wurde Original Confidence, der Vorgänger von Oricon von Sōkō Koike gegründet. Im November des gleichen Jahres fing die Firma an, vorläufig Single-Verkaufsdiagramme zu erstellen und am 4. Januar 1968 startete offiziell die erste japanische „Hit Parade“, genannt „Original Confidence“. 1992 wurde der Firmenname in „Oricon“ abgeändert und sieben Jahre später spaltete Oricon sich in einzelne Tochterunternehmen auf.

## Oricon-Charts

### Musik
| Format              | Täglich | Wöchentlich | Monatlich | Jährlich |
| ------------------- | ------- | ----------- | --------- | -------- |
| Singles             | Top 50  | Top 200     | Top 50    | Top 200  |
| digitale Singles    |         | Top 20      |           |          |
| Alben               | Top 50  | Top 300     | Top 50    | Top 1000 |
| digitale Alben      |         | Top 30      |           | Top 50   |
| westliche Alben     |         | Top 30      |           | Top 30   |
| Independent Singles |         | Top 20      |           | Top 20   |
| Independent Alben   |         | Top 20      |           | Top 20   |

Anderes:
- Wöchentliche Enka Top 20
- Monatliche Anime Top 10
- Wöchentliche Tracks Chart Top 30
- NINKI wöchentliche Single Top 10 und wöchentliche Album Top 10 (basierend auf einer Umfrage über das Interesse und die Intention des Kaufens)
- Monatliche Webverkaufs Top 20
- Monatliche Songwriters Top 20
- Monatliche Composers Top 20
- Monatliche Producers Top 10

### DVD/BD & Film
| Format                     | Täglich | Wöchentlich | Monatlich | Jährlich |
| -------------------------- | ------- | ----------- | --------- | -------- |
| DVD-Allgemein (DVD総合)    | Top 20  | Top 20      | Top 20    | Top 20   |
| DVD-Musik (DVD音楽)        | Top 20  | Top 20      |           |          |
| DVD-Film (DVD映画)         | Top 20  | Top 20      |           |          |
| DVD-Anime (DVDアニメ)      | Top 20  | Top 20      |           |          |
| BD-Allgemein (Blu-ray総合) | Top 10  | Top 10      |           |          |

Anderes:
- Wöchentliche Japanische Box-Office Top 10
- Wöchentliche US Box-Office Top 10

### Bücher & Magazine
- Wöchentliche Bücher Top 50 Allgemein
- Wöchentliche Magazin Top 20
- Wöchentliche Manga Top 50
- Wöchentliche Bücherei Top 50
- Wöchentliche Paperback Top 50
- Wöchentliche Kinderliterature Top 50
- Wöchentliche Hobby- und Freizeitliteratur Top 50
- Wöchentliche Top 50 der Literatur für Physik und Technik
- Wöchentliche Businessliteratur Top 50